# شركة الكهرباء الأردنية
شركة الكهرباء الأردنية المساهمة العامة المحدودة «جيبكو»، هي أكبر شركة توزيع كهرباء في الأردن، تشمل مناطق عمل الشركة العاصمة عمّان ومحافظة الزرقاء ومحافظة البلقاء ومادبا.، وهي شركة مساهمة عامة، برأسمال وطني قدره 88 مليون دينارًا أردنياً. يبلغ عدد مساهميها حوالي 17 ألف مساهم.

## التاريخ
تأسست شركة الكهرباء الأردنية المساهمة العامة المحدودة «جيبكو» عام 1938 باسم شركة كهرباء عمان، برسمال قدرة 2500 جنيهاً فلسطينياً، وجاء في عقد التأسيس أنها شركة تتعاطى أعمال الكهرباء لتنوير المدينة. وهي أول شركة عربية وطنية تتأسس لغايات التزويد بالطاقة الكهربائية في كل من سورية ولبنان وفلسطين والأردن. توسعت الشركة في أعمالها بالتدريج إلى أن حصلت على امتياز عام 1962 لمدة خمسين عامًا.
بدأت الشركة عملها بمولد كهرباء بطاقة قدرها 70 حصانًا، تستخدمه إحدى مطاحن عمان في النهار، في حين تستخدمه الشركة لإنارة شوارع العاصمة ليلاً. انطلقت خدمات الشركة بأربعة موظفين في مكتب صغير لا تتجاوز مساحته 20 مترًا، يقع عند مدخل شارع فيصل، وبعدد مشتركين لم يتجاوز العشرين.
عام 2017 مع انتهاء عقد الامتياز منحت الحكومة الأردنية الشركة رخصة مؤقتة لمدة 18 شهرًا، وُضعت خلالها الترتيبات اللازمة لتوقيع اتفاقية التسوية مع الحكومة، ومنح الشركة رخصة تنظيمية لمدة عشرين عامًا. 

## خدمات الشركة
تقدم شركة الكهرباء الأردنية المساهمة المحدودة «جيبكو» خدمات التزود بالكهرباء لأكثر من 1.5 مليون مشترك في إقليم الوسط، وتشمل محافظات العاصمة عمان والزرقاء والبلقاء ومادبا. تتوزع الخدمات التي تقدمها الشركة بين القطاعات المختلفة الصناعية والتجارية والمنزلية والمؤسسات الحكومية، إضافة إلى إنارة الشوارع المختلفة، حيث يصل الحمل الكهربائي لها في أوقات الذروة إلى 2300 ميجا واط. وسعت «جيبكو» نطاق عملها، عبر الاستثمار في مشاريع ريادية في مجالات مختلفة، من الألياف الضوئية، وخدمات الاتصالات بالجملة، وتقديم خدمات الحوسبة السحابية، والاستشارات في مجالات الطاقة المتجددة وغيرها من مجالات الطاقة الكهربائية.
أسّست شركة شركة الكهرباء الأردنية المساهمة العامة المحدودة «جيبكو» عام 2017 شركة بوابة البرق للحوسبة السحابية، وهي شركة متخصصة في مجال تطبيق أنظمة ERP، وحوسبة الأعمال. كما أسست «جبيكو» عام 2019 شركة «فايبرتك» Fibertech وتمتلك 51% من أسهمها، وذلك لتمديد ألياف ضوئية على أعمدة الشبكة الكهربائية، لتقديم خدمات الإنترنت، والربط البيني لشركات الاتصالات، ومزودي خدمات الإنترنت، والمشتركين الآخرين في السوق الأردنية.